# Sida en Arménie
 Mise en garde médicale

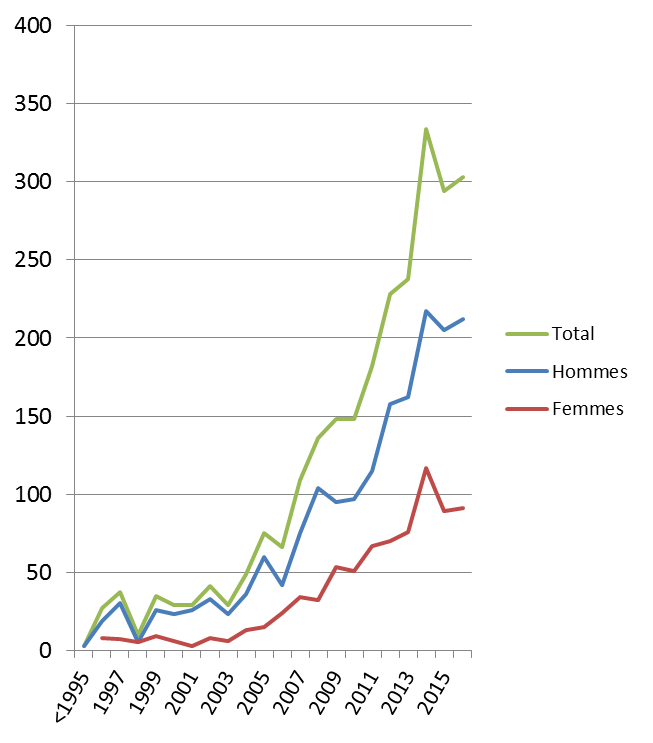
Infections par le VIH en Arménie

Environ 3 500 personnes seraient infectées par le VIH en Arménie. L'épidémie a débuté en 1988 et d'abord principalement concerné des utilisateurs de drogues injectables. Elle s'est ensuite diffusée parmi les travailleurs migrants saisonniers, pour partie contaminés à l'étranger, et leurs partenaires sexuels. Le nombre de nouveaux cas de séropositivité au VIH a atteint 334 en 2013, son niveau le plus élevé, et reste à ce palier depuis. La prévalence de l'infection par le VIH est de 0,2 %, en dessous de la moyenne des pays d'Europe de l'Est et d'Asie centrale. Les autorités de santé arménienne développent des actions de prévention et de lutte contre le VIH/sida avec le soutien de l'ONUSIDA, du Fonds mondial et de la Russie. L’Arménie fait partie des premiers pays ayant éliminé la transmission mère-enfant du VIH.

## Historique
Le premier cas connu d'infection par le VIH en Arménie date de 1988, et leur suivi a débuté en 1988. Le nombre des cas dépistés entre 1988 et 1995 est resté limité, puis a atteint un palier de l'ordre de 30 à 50 cas par an entre 1996 et 2003. Il a ensuite augmenté continuellement, jusqu'à atteindre un maximum en 2014, avec 334 cas d'infection dépistés. Il est depuis resté à ce niveau (294 en 2015 et 303 en 2016),,.
Au début de l'épidémie, le principal mode de transmission du VIH, pour les cas dépistés, est la voie parentérale pour les utilisateurs de drogues injectables (67,3 % des cas de séropositivité dépistés en 2004). Ce taux chute en 2006, à un palier de 30 %, puis baisse à nouveau à partir de 2011. Il est en 2015 de 15,2 %. La transmission du VIH par les relations sexuelles hétérosexuelles est devenue le mode de contamination prédominant, avec une part de 78,2 % en 2015 (30,6 % en 2004).
Une particularité de la situation épidémiologique arménienne, attestée depuis 2009, année où cette variable commence à être suivie statistiquement, mais en fait antérieure, est que les contaminations par le VIH concernent des travailleurs arméniens migrants, et se produisent dans leur majorité en dehors de l'Arménie. Les contaminations à l'étranger représentent 57 % des infections par le VIH dépistées entre 2011 et 2015, auquel il convient d'ajouter les 13 % d'infections par le VIH dépistées chez les partenaires sexuels des migrants. Au total, 70 % des contaminations sont liées à ces migrations.
La part des transmissions liées aux relations sexuelles entre hommes serait quant à elle restée toujours limitée, et s'élèverait à 2,6 % en 2016.

## Situation épidémiologique récente
En 2020, le sida en Arménie a été détecté dans 4154 cas dont 369 nouveaux cas en 2020. Le taux de détection de 15,1 par 100 000 en 2019, en fait un des pays les plus touchés par le sida en Europe avec/après Russie, Ukraine, Moldavie, Khazakstan, Belarus, Géorgie, Malte (16,2) et Latvia (15,4).

### Données générales
Les données épidémiologiques les plus récentes, au 1er mai 2017, sont les suivantes :
- 2660 cas d'infections par le VIH enregistrés depuis le début de l'épidémie ;
- 3500 personnes vivant infectées par le VIH, cette estimation étant faite par ONUSIDA ;
- une prévalence de 0,2 % de l'infection dans la population âgée de 15 à 49 ans.

Cette prévalence de 0,2 % est à comparer à la moyenne des pays de la région d'ONUSIDA Europe de l'Est et Asie centrale (0,86 % en 2015). La stabilisation du nombre de cas de séropositivité au VIH dépistés, si elle se confirme, contraste par ailleurs avec l'augmentation constatée pour l'Europe de l'Est et l'Asie centrale, et en particulier pour la Russie.
D'autres éléments confirment par ailleurs les tendances antérieures :
- la part des transmissions par la voie des relations sexuelles hétérosexuelles a continué de s'accroître, et a atteint en 2016 79,2 % ;
- celle des transmissions au sein des groupes des usagers de drogues injectables, des travailleurs du sexe et hommes ayant des relations sexuelles avec les hommes, de 17,8 % au total en 2016, est en diminution.
- les travailleurs migrants restent le groupe le plus touché.

### Prévalence dans les groupes à risques
La prévalence de l'infection par le VIH dans ces différents groupes est estimée comme suit :
| Groupe à risque                                      | Nombre estimé de personnes concernées (2016) | Prévalence estimée du VIH (2016) |
| ---------------------------------------------------- | -------------------------------------------- | -------------------------------- |
| Usagers de drogues injectables                       | 9 500                                        | 0,5 %                            |
| Travailleurs du sexe                                 | 6 500                                        | 0,1 %                            |
| Hommes ayant des relations sexuelles avec les hommes | 12 500                                       | 0,8 %                            |
| Travailleurs migrants saisonniers (18-49 ans)        | 70 000                                       | 0,6 %                            |

### Données géographiques
Erevan, la capitale, est la plus touchée par les infections par le VIH, avec 858 cas, ce qui représente 31,5 % du total. Shirak vient ensuite, avec 303 cas et 11,3 % du total. La prévalence estimée est la plus élevée à Shirak (127,1 pour 100 000 habitants), suivie par Lorri, Gegharkunik et Armavir, avec une prévalence de respectivement 121,8, 90,8 et 87,4 pour 100 000 habitants.

### Sida
Le diagnostic de sida a été fait à la fin juin 2017 pour 1413 patients séropositifs, dont 356 sont des femmes et 27. 165 de ces cas ont été enregistrés en 2016. Depuis le début de l'épidémie, 605 décès sont imputés au sida, dont 106 pour des femmes et 8 pour des enfants.

### Situation particulière des migrants des villages ruraux
L'Arménie est un pays d'émigration, notamment vers la Russie, et le nombre de personnes de nationalité arménienne vivant en Russie est estimé par les autorités russes à 517 000. Parmi eux, de 70 000 à 100 000 ruraux sont des migrants saisonniers. Cette immigration économique est liée à la fragilisation de l’économie arménienne dans les dernières décennies, avec la chute de l’URSS et le tremblement de terre de 1988. La crise économique de 2008 continue à l'entretenir. Dans les zones rurales, où les emplois sont plus rares, une large part des hommes partent pour 7 à 9 mois à l'étranger, laissant derrière eux des « villages de femmes ».
Le niveau élevé de la prévalence du VIH en Russie, et le recoupement des régions d'émigration saisonnière avec celles les plus touchées (Oblast de Sverdlovsk notamment) augmente le risque de contamination pendant la période à l'étranger[réf. nécessaire].
Avec le soutien du Fonds mondial, le ministère de la santé d'Arménie a réalisé en 2016 une étude sur les comportements et la situation sanitaire des migrants ruraux,. Elle porte un échantillon aléatoire de 1840 personnes, issues de 38 villages différents. Elle caractérise ainsi cette population :

« La majorité des migrants ruraux est âgée de 25 ans et plus, a  une éducation secondaire ou supérieure, est mariée et travaille le plus souvent en Russie. Parmi ceux qui sont mariés, peu ont leur épouse avec eux quand ils travaillent à l'étranger. Sur les 86,5 % qui ont un partenaire sexuel régulier (pendant au moins trois mois), 26,5 % en ont eu plus d'un l'année précédente. 38 % des migrants ont eu des relations sexuelles avec des partenaires occasionnels (85 % à l'étranger et 32 % en Arménie, 26 % indiquent ne pas avoir utilisé de préservatifs lors de leur dernière relation sexuelle et 73,2 % avoir eu deux partenaires sexuels ou plus l'année précédant l'enquête. Moins de 10 % déclarent avoir une relation sexuelle tarifée (63 % à l'étranger et 58 % en Arménie), parmi lesquels 15 % n'ont pas utilisé de préservatif pendant le dernier rapport tarifé et 62,1 % ont eu deux rapports tarifés ou plus dans l'année précédant l'enquête. »

64,3 % des migrants interrogés lors de l'étude n'ont pas une connaissance correcte des conditions de transmission du VIH (à titre d'exemple, 21,9 % pensent qu'il n'est pas possible de réduire le risque de transmission en utilisant un préservatif, 65,3 % qu'une personne ayant l'air en bonne santé ne peut être infectée par le VIH, et 56,5 % qu'il est possible d'être contaminé en partageant de la nourriture avec une personne séropositive).
Les prévalences observées chez les personnes interrogées âgées de 18 à 49 ans, étaient de 0,6 % pour le VIH, de 0,6 % pour le virus de l'hépatite B et de 2,1 % pour le virus de l'hépatite C. Aucun des migrants séropositifs au VIH ne connaissait avant l'enquête son statut.
L'étude a ainsi contribué à la définition des actions de prévention en direction des zones rurales, tant en direction des femmes que des migrants eux-mêmes.

## Lutte contre le VIH/sida

### Stratégie nationale 2013-2016
L'action de l'Arménie pour la prévention et la lutte contre le VIH/sida s'inscrit dans le cadre des initiatives internationales, et de la Déclaration d'engagement sur le VIH/sida de l'ONU de 2001, qu'elle a soutenue. Elle a adopté un programme national de réponse à l'épidémie de VIH pour 2013-2016, portant notamment sur le développement d'une réponse multisectorielle au VIH, la prévention, le traitement, les soins et la prise en charge des personnes infectées et des malades. Le programme retient comme cibles :
- les personnes vivant avec le VIH (dont les femmes enceintes séropositives, les enfants nés de mère séropositive et la famille des personnes séropositives) ;
- les utilisateurs de drogues injectables ;
- les travailleurs du sexe ;
- les hommes ayant des relations sexuelles avec des hommes ;
- les prisonniers ;
- les migrants et les réfugiés ;
- les jeunes ;
- l'ensemble de la population[15].

### Actions concernant les migrants et leurs familles
Deux unités cliniques mobiles, données par le gouvernement de la Fédération russe, interviennent dans les zones rurales, pour conduire des actions de dépistage, notamment du VIH, et fournir des services de santé.
Le programme est mis en œuvre dans 100 villages. Les déplacements sont préparés avec les établissements médicaux locaux (polycliniques, services ambulatoires ruraux, infirmières de villages). Le camion dispose également d'un équipement échographique. Cette organisation permet de toucher les femmes des travailleurs migrants, et de porter, principalement lors de consultations individuelles avec les médecins, les messages de prévention.
Les résultats à la fin 2016 sont les suivants :
- 58 641 personnes, migrants, partenaires sexuels, et personnes relais touchées par les messages de prévention ;
- 25 883 personnes testées pour le VIH et les hépatites B et C ;
- 33 cas d'infection par le VIH dépistés et pris en charge sanitairement et socialement ;
- recul de la stigmatisation et des discrimination à l'encontre des personnes séropositives.

Le centre national de prévention du sida prend également en charge le traitement des migrants séropositifs pendant leur période de travail à l'étranger, le cas échéant en les transmettant par l'intermédiaire de personnes de confiance[réf. nécessaire].

### Autres résultats notables et indicateurs
L’Arménie fait a été reconnue par l'OMS et l'ONUSIDA comme ayant éliminé la transmission mère-enfant du VIH et de la syphilis,.
Le centre national de prévention du sida a reçu un premier prix de l'ONU lors de la journée internationale du service public pour ses innovations et son excellence, notamment au titre de l'élimination de la transmission mère enfant du VIH et pour un accès universel au dépistage.
Les valeurs d'une sélection d'indicateurs de la déclaration d'engagement de l'ONU sont les suivantes :
| N°   | Indicateur                                                                        | Valeur | Année |
| ---- | --------------------------------------------------------------------------------- | ------ | ----- |
| 1.1  | Jeunes : connaissance de la prévention du VIH                                     | 22,4 % | 2014  |
| 1.5  | Personnes vivant avec le VIH connaissant leur statut                              | 43,9 % | 2015  |
| 2.2  | Travailleurs du sexe : utilisation du préservatif                                 | 93,9 % | 2014  |
| 2.5  | Hommes ayant des relations sexuelles avec des hommes : utilisation du préservatif | 65,3 % | 2014  |
| 2.6  | Utilisateurs de drogues injectables : programmes de prévention                    | 65,3 % | 2015  |
| 2.9  | Utilisateurs de drogues injectables : utilisation du préservatif                  | 41,7 % | 2014  |
| 2.10 | Utilisateurs de drogues injectables : pratiques d'injection sures                 | 96,9 % | 2014  |
| 4.5  | Diagnostic tardif du VIH                                                          | 39,7 % | 2015  |
| 4.7  | Décès du sida                                                                     | 62     | 2015  |

### Budget
Les dépenses pour la prévention et les soins du VIH/sida se sont élevées à 2 166 226 707 AMD en 2015. 36,1 % ont été financées par le budget de l’État, 44,2 % par le Fonds mondial, 3,4 % par des agences de l'ONU, 16,3 % par l'aide internationale (dont 89 % par la Russie).

### Soutien international

#### Fonds mondial
Le Fonds mondial de lutte contre le sida, la tuberculose et la malaria apporte son soutien à des programmes portant sur la couverture par les traitements antirétroviraux, la prévention dans les groupes à risques et les thérapies de substitution pour les utilisateurs de drogues injectables. L'Arménie fait également des 27 pays les plus touchés par les tuberculoses multi-résistantes, et est aidée également à ce titre par le fonds. Les aides programmées par le Fonds mondial pour 2014-2016 sont de 12,6 millions de dollars.

#### ONUSIDA
L'ONUSIDA, au travers de son bureau Europe de l'Est et Asie centrale implanté à Moscou, est également impliqué en Arménie, au travers d'action de soutien technique et de conseil. Elle a également coordonné la mise en œuvre du programme régional 2013-2015 de coopération en Arménie fondé par la Russie. Ce programme concerne 4 états de la CEI (Arménie, Kirghizistan, Tadjikistan et Ouzbékistan).
Vera Brejneva est ambassadrice de l'ONUSIDA en Arménie.

#### Fédération de Russie
La Russie apporte un soutien à la prévention et à la lutte contre le VIH en Arménie. Son soutien financier a représenté 14 % de la dépense de prévention et de soin liée au VIH/sida en 2015.

#### Pays d'Europe de l'Est et d'Asie centrale
L'Arménie est également impliqué dans les échanges entre pays de l'Europe de l'Est et de l'Asie centrale. Elle a adopté avec eux une déclaration de consensus intitulée « Traitement contre le VIH et la tuberculose pour tous » portant sur un élargissement et une extension rapide de l'accès à des antirétroviraux et à des antituberculeux abordables et de qualité garantie.

## Discriminations à l'encontre des personnes séropositives
L'interdiction d'entrée et de séjour des personnes étrangères séropositives au VIH a été levée en 2011,.
Des discriminations subsistent à l'encontre des personnes infectées par le VIH, notamment dans l'accès aux soins courants. Une enquête informelle réalisée auprès de 120 cliniques dentaires, et rendue publique en 2015, montre que plus d'une centaine d'entre elles refuseraient les patients séropositifs au VIH. En 2012, les services du défenseur des droits ont échoué à inscrire une fillette séropositive dans un jardin d'enfant, après avoir essayé auprès de 18 établissements.